# 聖彼得教堂 (伊靈)

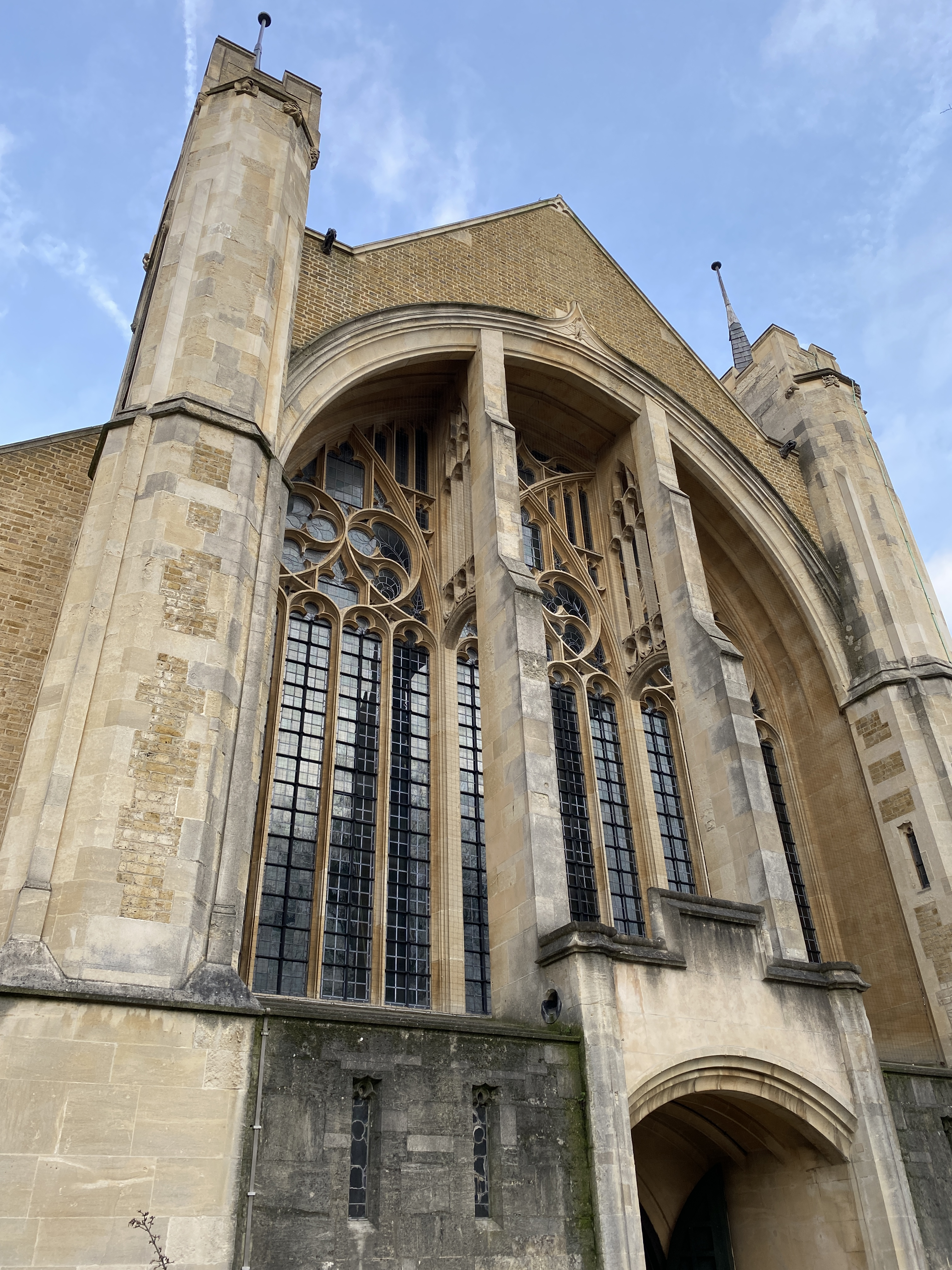

聖彼得教堂（St Peter's Church, Ealing）是英國倫敦伊靈的一座英格蘭教會教堂，屬於倫敦教區。這座教堂是II*級登錄建築。現在這座教堂不僅是宗教場所，亦是當地的一個在地活動中心。教堂修建於1892年至1893年。

## 外部連結
- Official website （页面存档备份，存于）

51°31′20″N 0°18′16″W / 51.52229°N 0.30439°W